# Charles Mingus Presents Charles Mingus
Albums de Charles Mingus
Blues & Roots
(1959) Reincarnation of a Lovebird
(1961)
Charles Mingus Presents Charles Mingus est un album de Charles Mingus sorti en 1960.

## Descriptif
Enregistré en 1960, cet album montre Mingus en petite formation sans instrument harmonique, c’est-à-dire sans piano ou guitare. Le titre Original Faubus Fables est une nouvelle version de Faubus Fables que Mingus avait enregistré un an auparavant pour l’album Mingus Ah Um. Columbia ne l'avait pas autorisé à enregistrer les paroles accompagnant la musique à cause du caractère politique de celles-ci. Chez Candid Records, qui est un label modeste, Mingus a plus de liberté et cette nouvelle version contient donc des paroles chantées/parlées par Mingus et Dannie Richmond. Celles-ci qui traitent du racisme et surtout attaquent le ségrégationniste Orval Faubus. Si le message est très sérieux et sincère, l’interprétation musicale et vocale est ouvertement comique afin de mieux souligner le ridicule du personnage. Les deux derniers morceaux de l’album présentent une approche très free jazz rarement manifeste à un degré aussi fort chez Mingus,.

## Titres
Tous les morceaux sont composés par Charles Mingus :
1. Folk Forms, No. 1 (13:08)
2. Original Faubus Fables (9:19)
3. What Love ? (15:23)
4. All The Things You Could Be By Now if Sigmund Freud's Wife Was Your Mother (8:33)

## Musiciens
- Charles Mingus – Contrebasse
- Ted Curson - Trompette
- Eric Dolphy – Saxophone Alto, Clarinette Basse
- Dannie Richmond – Batterie